# Indonézia
Indonézia vagy hivatalosan Indonéz Köztársaság (indonéz: Republik Indonesia; jávai: Rephublik Indhonesia) állam Délkelet-Ázsiában. Több mint 285 millió lakosával (2025) a világ negyedik legnépesebb országa, egyben a legnépesebb muszlim többségű ország. Ázsia egyetlen olyan országa, melynek területe átnyúlik a déli féltekére.
Számos szigetén rengeteg különböző kulturájú, etnikumú és nyelvű csoportokból tevődik össze. A jávaiak alkotják a legfőbb csoportot, számukat és politikai befolyásukat tekintve. Egységes államként és nemzetként Indonézia közös identitást alakított ki az "indonéz" hivatalos nyelv bevezetésével.
A nagy népesség és a sűrűn lakott régiók ellenére az ország még hatalmas érintetlen területekkel rendelkezik, ami nagy biodiverzitást biztosít az élővilág számára, bár ez az örökség az emberi tevékenység miatt gyorsan hanyatlik.
Feltörekvő hatalom és újonnan iparosodott ország, továbbá regionális hatalom, illetve a globális ügyekben középhatalom. 
Az ország fővárosa Nusantara, legnagyobb városa Jakarta (ejtsd: dzsakarta).
Tagja több nemzetközi szervezetnek, köztük az ENSZ-nek, a Kereskedelmi Világszervezetnek, a G20-nak, valamint a Délkelet-ázsiai Nemzetek Szövetségének és az Iszlám Együttműködési Szervezetnek.

## Földrajz

### Domborzat
Az Indonéz Köztársaságot 18 100-nál is több sziget alkotja, amelyek közül kb. 6000-en élnek emberek. Míg a legtöbb sziget Délkelet-Ázsiához tartozik földrajzilag, addig Új-Guinea és a környező földdarabok már Óceánia részét képezik. Szigetei az egyenlítő két oldalán helyezkednek el, így az országnak trópusi éghajlata van. Indonézia a világ leghosszabb szigetcsoportján, az Indonéz-szigeteken terül el, a Maláj-félsziget (amelyen Malajzia nyugati része, déli csücskén pedig Szingapúr helyezkedik el) és Ausztrália között.
Fő régiói:
- Nagy-Szunda-szigetek
  - Jáva (Jawa) – a világ egyik legsűrűbben lakott területe, ahol az indonéz összlakosság több mint fele lakik
  - Szumátra (Sumatera) – a Maláj-félszigettől a Malaka-szoros, Jávától a Szunda-szoros választja el
  - Borneó (Kalimantan) – az indonéz szigetvilág legnagyobb szigete
  - Celebesz (Sulawesi) – ágas-bogas alakjával egy poliphoz hasonlít
- Kis-Szunda-szigetek – Jávától keletre húzódó szigetvilág
- Maluku-szigetek (Molukkák) – Celebesz és Új-Guinea között
- Nyugat-Új-Guinea (Pápua vagy korábban Irian Jaya)

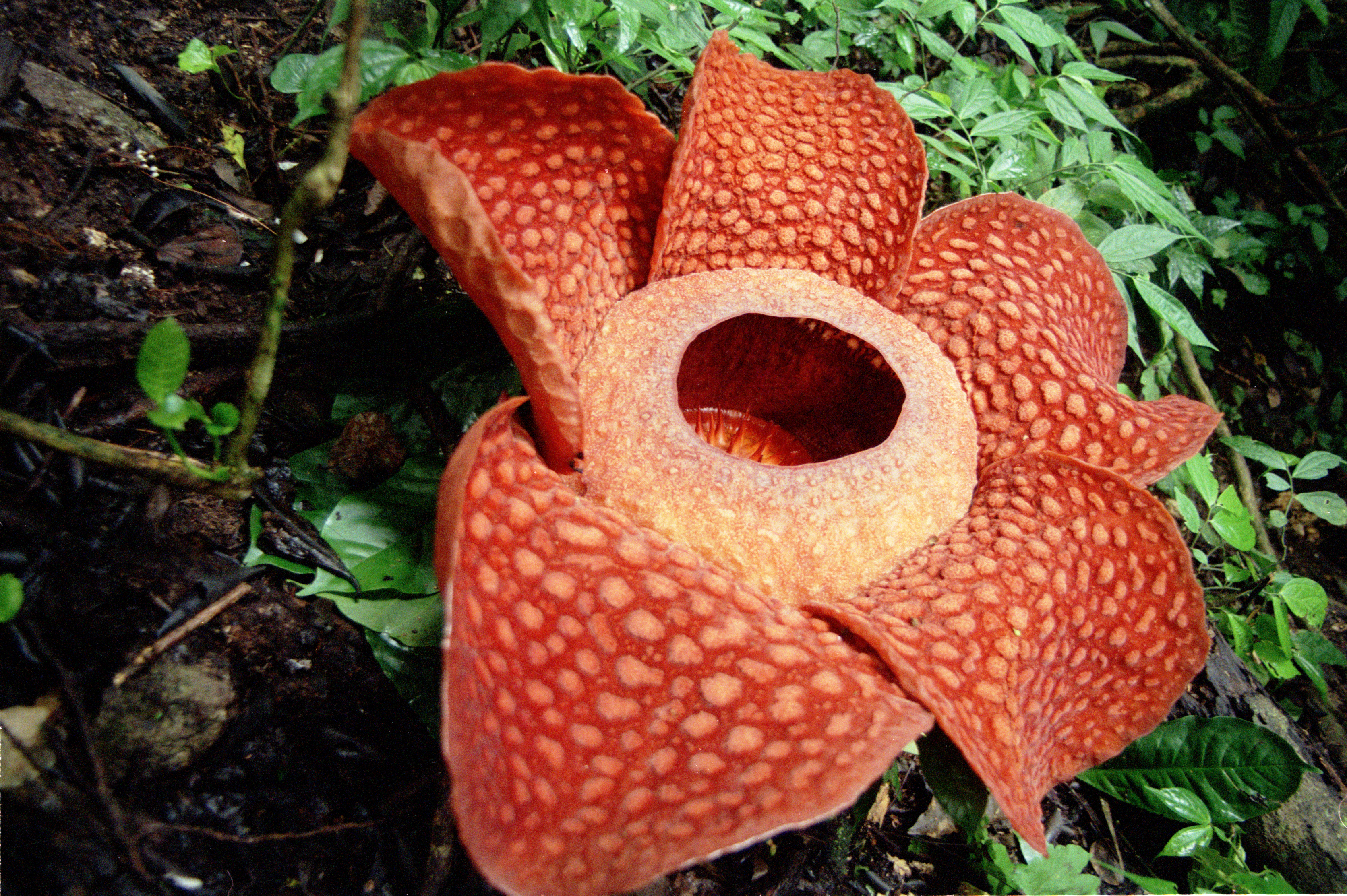
A növényvilág legnagyobb virága, a Rafflesia arnoldii, amely több mint egy méter átmérőjű is lehet

Az ország szárazföldi határokkal rendelkezik Malajziával, Pápua Új-Guineával és Kelet-Timorral. Tengeren határos Indiával, Thaifölddel, Malajziával, Szingapúrral, a Fülöp-szigetekkel, Pápua Új-Guineával és Ausztráliával.
Indonézia tektonikus lemezek törésvonalain helyezkedik el, az ország területe kisebb lemezeken kívül érinti az eurázsiai, az ausztrál, valamint a csendes-óceáni lemezt is. Ennek megfelelően a vulkanikus tevékenység igen aktív, a földrengések gyakoriak. A szigetekből álló ország számára további veszélyt jelentenek a rengéshullámok által keltett cunamik is. Különösen pusztító volt a Krakatau vulkán 1883-as felrobbanása, valamint a 2004. decemberi földrengés nyomán keletkező cunamik hatása. Utóbbi csak Indonéziában mintegy 200000 ember halálát okozta, a felbecsülhetetlen anyagi kár mellett.
| Malajzia Szingapúr Brunei Kelet-Timor Fülöp-szk. JAKARTA Semarang Yogyakarta Surabaya Balikpapan Bandung Banjarmasin Medan Padang Palembang Makassar K.L. Celebesz B o r n e ó J á v a Szumátra Nyugat- Új-Guinea Bali Lombok Timor Sumba Sumbawa Flores Maluku-szigetek Halmahera Seram Buru C s e n d e s - ó c e á n I n d i a i - ó c e á n Celebesz- tenger Arafura- tenger Dél-kínai-tenger Jáva-tenger Banda-tenger Timor-tenger |
| térkép szerkesztése |

### Vízrajz
Az országot nyugaton az Indiai-óceán, délen a Timor-tenger és az Arafura-tenger, északkeleten a Csendes-óceán, északon a Celebesz-tenger és a Dél-kínai-tenger határolja. Indonézia szigetei által közrefogott területen helyezkedik el a Jáva-tenger, a Flores-tenger, a Maluku-tenger és a Banda-tenger. Az ország jellemzője a rövid, de sűrű folyóhálózat. A folyói egyenletes vízjárásúak, bővizűek.
A leghosszabb folyók Borneó és Új-Guinea szigetén találhatók (Kapuas, Mamberamo, Barito, Mahakam). Ezeknek fontos szerepe van a belső területek közlekedésében.
Az ország legnagyobb tavai, az 1130 km² kiterjedésű Toba-tó (Szumátra) és az 561 km² területű Towuti-tó (Celebesz). A legmélyebb tó, az 590 m mélységű Matano-tó, szintén Celebesz szigetén található.

### Éghajlat
Az ország éghajlata egyenlítői, trópusi. Indonéziában mindössze két évszak van: esős (november-március) és száraz, hasonlóan Délkelet-Ázsia más területeihez. Az évi középhőmérséklet 26-27 °C, az egyes hónapok ettől csak 1-2 °C-kal térnek el.
Az évi csapadékmennyiség magas. Térbeli és időbeli eloszlása egyenetlen; majdnem mindenhol meghaladja az 1000 mm-t, sok helyen a 2500 mm-t is. Északnyugatról délkelet felé csökken a mennyisége (Pontianak (Borneó): 3200 mm, Timor: 800 mm), és hosszabbodik a száraz évszak.

### Élővilág, természetvédelem
Természetes növénytakarója a trópusi esőerdő. Legdúsabb a vulkánok szél felőli oldalain, kb. 700 m-ig. Fölötte vegyes hegyi erdő, 2400 m fölött moha- vagy köderdő következik. Nyugat-Jáva örökzöld őserdőit kelet felé a csökkenő csapadék és a száraz évszak hatására fokozatosan lombhullató erdők váltják fel. Az egész indonéz szigetvilág erdőállománya az irtások következtében rohamosan csökken.
Szumátra keleti, Borneó és Új-Guinea déli partjain széles mangrove- és mocsárerdő-övezet húzódik.
A szigetvilág flórája és faunája jelentősen különbözik, egyik oldalról Borneó, Bali és a nyugati szigetek, másik oldalról Celebesz, Lombok és a keletebbre fekvő szigetek között. Ezen ökológiai határvonal neve Wallace-vonal, felfedezője után nevezték el. A vonalat gyakran emlegetik, mint Ázsia és Ausztrálázsia határvonalát, így Indonézia valójában bikontinentális ország. Az elektronikai iparban forrasztásokhoz használt ón – főként Bangka és Belitung szigeteken végzett – szabályozatlan bányászata sok egészségügyi és természetvédelmi gondot okoz.
Állatvilága igen gazdag. Az új-guineai részen jellemzőek a tojásrakó emlősök és az erszényesek, hiányoznak a méhlepényes emlősök. A legnevezetesebb főemlős a Borneó és Szumátra szigetén élő orángután. A ragadozók közül megtalálható a tigris, a ködfoltos párduc, a márványfoltos macska, a jávai leopárd, a maláji vadkutya, a maláji medve. A Kis-Szunda szigeteken él a komodói varánusz. 

#### Világörökségei
Az UNESCO az alábbi helyeket tartja számon természeti világörökségként:
- Komodo-szigetek Nemzeti Park
- Ujung Kulon Nemzeti Park (Jáva)
- Lorentz Nemzeti Park
- Szumátra trópusi esőerdei

## Története
A jávai előember, a Homo erectus megkövesedett maradványai mutatják, hogy az indonéz szigetvilág már sok százezer éve lakott volt. A mai lakosság alapját adó ausztronéz népek Délkelet-Ázsiába Tajvan felől vándoroltak be i.e. 2000 körül, a melanéz népességet keletre szorítva. A táj ideálisnak bizonyult öntözéses rizstermelésre, így a rizs termelése az i.e. 8. században megkezdődött. Az i. sz. I. évszázadra falvak, kisvárosok, kisebb királyságok virágoztak fel. Indonézia fekvése a tengeri utak mentén stratégiai jelentőségű, amely elősegítette a szigetek közti és a távolsági kereskedelmet. Évszázadokkal időszámításunk kezdete előtt már kereskedelmi utak vezettek Indiába és Kínába. A kereskedelemnek alapvető szerepe volt az indonéz történelem minden korszakában.
A kereskedelem miatt virágzott fel a 7. században a hatalmas Srivijaya tengeri királyság is. Életében fontos szerepet játszott a hinduizmus és a buddhizmus. A 8-10. század között a földművelésből élő buddhista Sailendra és hindu Mataram dinasztiák vetélkedtek Jáva belsejének birtokáért. A vallási építészet nagyszabású emlékeit hagyták maguk után, ilyen a Sailendra államban Borobudur és Mataram államban Prambanan. Kelet-Jáván a 13. század vége felé alapították meg a hindu Majapahit királyságot, amikor egy rövid háborúban legyőzték az északról érkezett mongolokat. A királyság befolyása csaknem az egész mai Indonéziára kiterjedt Gajah Mada uralkodása alatt, amit az indonéz történelem aranykorának tekintenek.
Bár muszlim kereskedők Délkelet-Ázsiában már Mohamed fellépését követően is jártak, az első bizonyítékok helybeli muszlim lakosságra a 13. századból, Észak-Szumátrából erednek. Más vidékeken fokozatosan terjedt el az iszlám vallás, Jáván és Szumátrán a 16. század végére lett domináns. A legtöbb vidéken az iszlám vallás keveredett korábbi kulturális és vallási képzetekkel, amely sajátos színezetet ad Indonézia, de különösen Jáva muszlim vallásgyakorlatának.

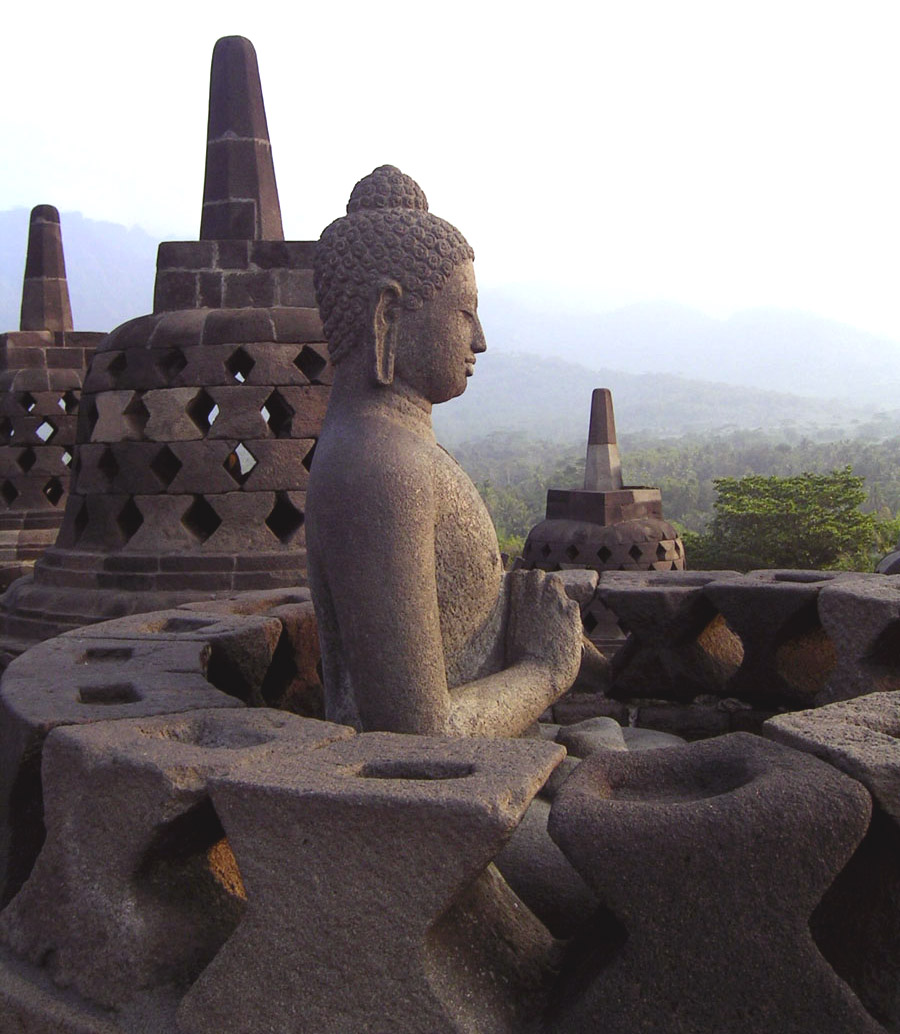
Borobudur, a buddhisták fő temploma Jáva szigetén

Amikor a portugálok a 16. század elején ideérkeztek, számtalan tagolt államot találtak. Ezek az államok majdhogynem védtelenek voltak a portugálokkal és később más európaiakkal szemben is, akik a fűszer-kereskedelmet kívánták kisajátítani.
A 17. században a hollandok váltak a legerősebb európai hajós nemzetté, és az indonéz szigetvilágból kiszorították a spanyolokat és a portugálokat (kivéve a Timor szigetén elhelyezkedő Portugál Timor gyarmatukat, ma Kelet-Timor). A Holland Kelet-indiai Társaság kereskedelmi tevékenységének beindulásával megalapozódott Hollandia befolyása Indonéziában. Ez a magánvállalkozás jellegű állam saját flottával és hadsereggel rendelkezett, így fokozatosan kiterjeszthette befolyását a politikai életre is. A britekhez hasonlóan a hollandok is helyi vazallusok segítségével, közvetett módon gyakorolták a hatalmat. Azután, hogy a Batáviai Köztársaság (Napóleon holland bábállama) 1799-ben feloszlatta a Kelet-indiai Társaságot, a napóleoni háborúkat követően Kelet-India 1815-ben a Hollandiai Egyesült Királyság gyarmata lett. A holland korona legfontosabb gyarmata volt.
A 19. században, az agrártermelési rendszer (Cultuurstelsel) bevezetésével Jáván hatalmas ültetvények művelésére kényszerítették a helyi parasztokat, ami végre meghozta Hollandia számára azt az extra profitot, amit a Holland Kelet-indiai Társaság nem volt képes biztosítani. Az 1870 után következő, liberálisabb gyarmati uralkodás során ezt a termelési rendszert eltörölték, majd 1901-ben a hollandok bevezették az ún. Etikus Politikát, amely korlátozott politikai reformokat tartalmazott. Jelentősen megnőttek gyarmati befektetések.
A második világháborúban, miközben Hollandia német katonai megszállás alatt állt, 1941 decemberében Japán öt oldalról támadást indított Jáva szigete és Holland Kelet-India létfontosságú ellátási vonalai ellen. Bár Japán 1942 márciusában elfoglalta Jáva szigetét, képtelen volt olyan hazai vezetőt találni, aki kész lett volna együttműködni velük a hollandok ellen. A japán megszálló parancsnok végül elrendelte Sukarno szabadon bocsátását, így az börtönszigetét elhagyva, 1942 júliusában Jakartába érkezett. Sukarno és társai együttműködtek a japán megszállókkal. 1945-ben, a háború vége felé, Sukarno felismerte, hogy kiváló lehetősége nyílt az ország függetlenségének kikiáltására. Japán egyetértésével megalakította a függetlenséget előkészítő bizottságot, majd 1945. augusztus 17-én, Mohammad Hatta társaságában kikiáltotta Indonézia függetlenségét.
A szövetségesek természetesen megpróbálták visszaállítani hatalmukat az elvesztett területeik fölött, így a Holland Királyi Hadsereggel együtt csapatokat küldtek az ország elfoglalására. Indonézia függetlenségi háborúja 1945-től egészen 1949. december 27-éig tartott, amikor engedve a nemzetközi nyomásnak, Hollandia elismerte Indonézia függetlenségét. Sukarno lett az ország első elnöke, Mohammad Hatta pedig az első alelnök. Hollandia csak 2005. augusztus 16-án ismerte el az 1945-öt, mint Indonézia valódi függetlensége évét, és kért bocsánatot a Holland Királyi Hadsereg által okozott veszteségekért, halálesetekért.
Az 1950-es és 1960-as évek folyamán Sukarno kormánya először a kialakulóban lévő el nem kötelezett mozgalommal alakított ki szoros kapcsolatokat és a szocialista blokk országaival működött együtt egyre szorosabb kapcsolatban. Szintén az 1960-as években Indonézia katonai konfliktusba keveredett a szomszédos Malajziával, valamint egyre növekedett a feszültség a hazai gazdasági nehézségek miatt is.
Suharto hadseregtábornok 1967-ben ragadta magához az elnöki hatalmat, az általa vezetett katonai puccs ürügye a gyengülő Sukarno elnök ellen szőtt kommunista összeesküvés leverése volt. Suharto katonai uralma során több százezer embert végeztek ki vagy börtönöztek be az állítólagos kommunisták elleni hajtóvadászat során. Suharto kormányzásához fűzik az Új Rend kialakítását az országban. Ekkoriban nagy volumenű külföldi tőkebefektetés történt, jelentős gazdasági fellendülést eredményezve. E folyamat és az idők során Suharto és családja szövevényes korrupciós hálózat kialakításával rendkívüli gazdagságra tett szert.
Az 1998-as gazdasági válság és a rúpia megrendülése miatt kitört zavargások eredményeként Suharto elnök lemondásra kényszerült, és az ország a demokratizálódás útjára lépett.
Az 1998-tól 2001-ig terjedő időszakban az országnak három elnöke volt: Bacharuddin Jusuf (BJ) Habibie, Abdurrahman Wahid és Megawati Sukarnoputri, Sukarno első elnök leánya. 2004-ben lebonyolították a világ legnagyobb egynapos, közvetlen elnökválasztását és a győztes Susilo Bambang Yudhoyono lett, akit 2009-ben újraválasztottak.
2004 decemberében Szumátra partjait hatalmas cunami érte.

## Államszervezet és közigazgatás

### Alkotmány, államforma
Az államforma köztársaság, a kormányforma elnöki rendszerű.

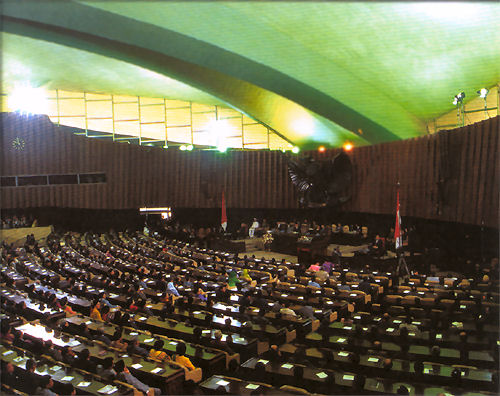
A képviselők ülése

### Törvényhozás, végrehajtás, igazságszolgáltatás
Indonézia legfelsőbb jogalkotó szerve a Majelis Permusyawaratan Rakyat (MPR, elnöke: Hidayat Nur Wahid) vagy Népi Tanácskozó Gyűlés, amely egyrészről az öt évre választott Dewan Perwakilan Rakyat (DPR, elnöke: Agung Laksono) vagy Népképviseleti Tanács, és a Dewan Perwakilan Daerah (DPD, elnöke: Ginandjar Kartasasmita) vagy Területi Képviselők Tanácsa. A 2004-es választásokat követően a MPR kétkamarás parlamentté alakult át.

### Politika
Indonézia elnöki köztársaság. 2014. október 20-a óta az elnök Joko Widodo.

### Közigazgatási beosztás
A tartományok ( provinsi) Indonézia közigazgatási beosztásának legmagasabb szintű egységei az állam után. Mindegyik tartomány önkormányzattal rendelkezik (Pemerintah Daerah Provinsi), melynek törvényhozó testületét a kormányzó vezeti. A kormányzó személyét és testületének összetételét választásokon döntik el, mandátumuk 5 évre szól.
Indonézia jelenleg 33 tartományra oszlik, mely közül 4 speciális státusszal rendelkezik: Jakarta, a főváros, a szeparatista Aceh, az egykori szultánság, Yogyakarta, valamint a pápuák földje, Pápua tartomány
Kelet-Timor 1976-os bekebelezésétől 1999-ig Indonézia tartománya volt, ekkor Indonézia lemondott a terület fölötti szuverenitásáról. Az ENSZ Ideiglenes Adminisztrációs időszakát követően 2002-ben vált független állammá.

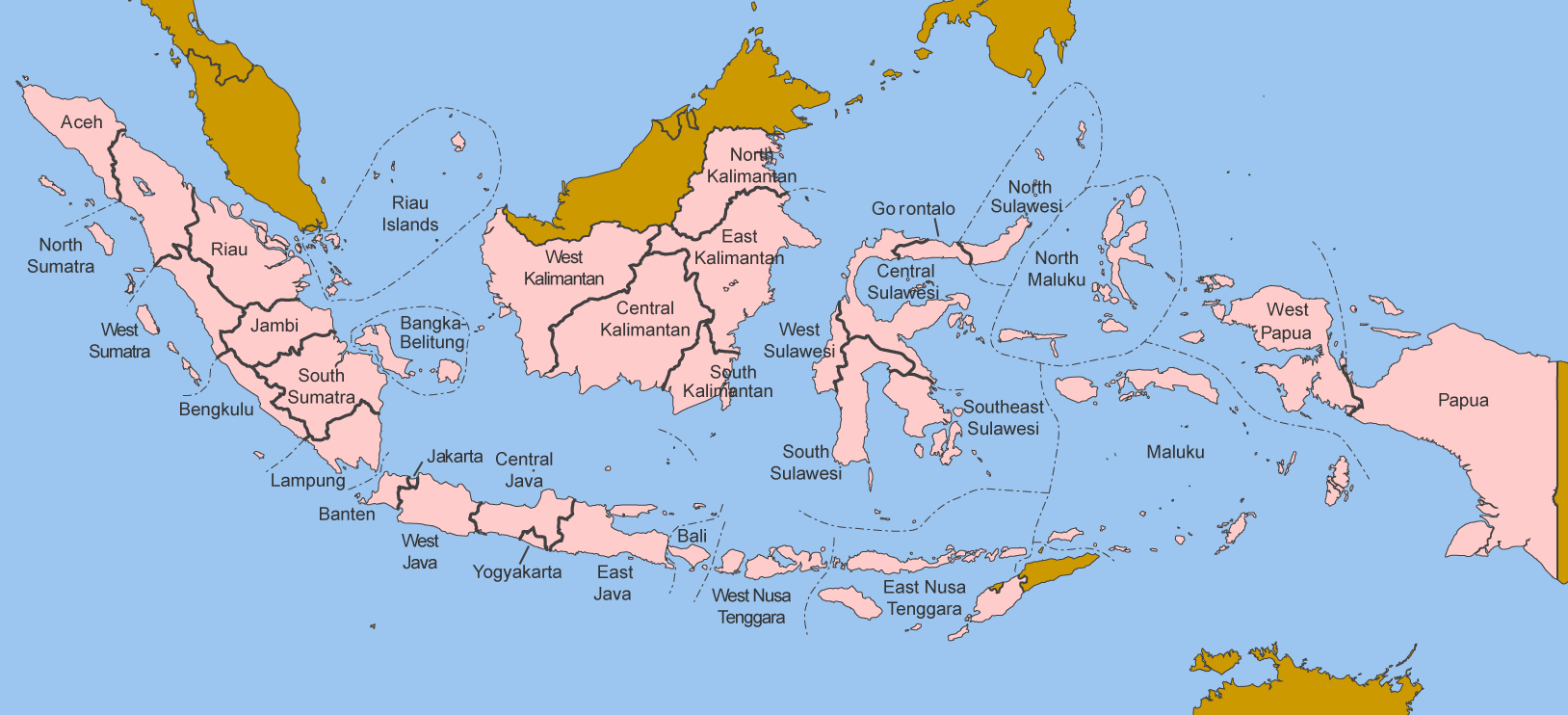
Indonézia tartományai

## Népesség

### Általános adatok

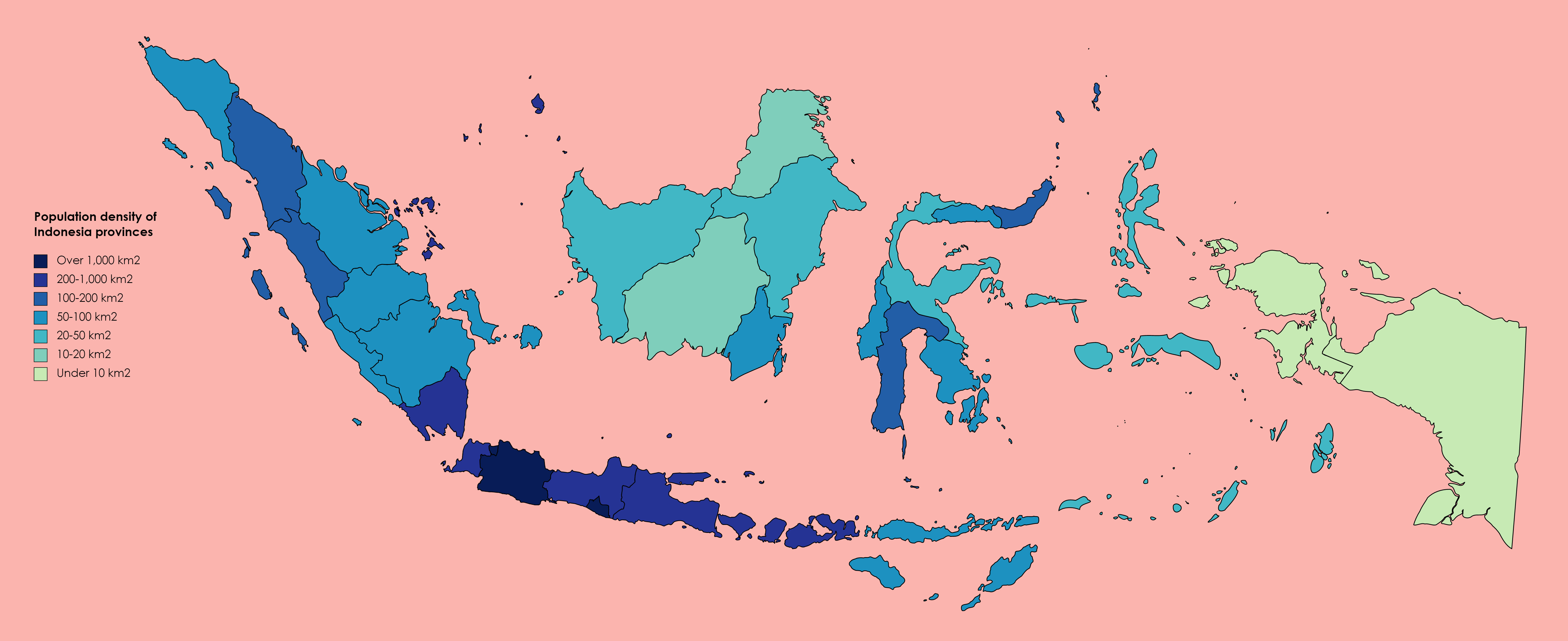
Indonézia népsűrűsége 2020-ban

Indonézia több száz különálló etnikai és nyelvi csoportból áll, amelyek közül a jávai a legnagyobb.
A lakosság több mint 60%-a Jáván él. 2018 nyarán tartott népszámlálás alapján 265 millió fő él az Indonéz-szigeteken.

### Népességének növekedése
| Lakosok száma | 88 692 697 | 102 924 506 | 123 002 081 | 142 156 086 | 165 772 077 | 184 916 848 | 205 946 831 | 224 480 901 | 246 864 191 | 275 439 000 |
|               | 1960       | 1966        | 1973        | 1979        | 1986        | 1992        | 1999        | 2005        | 2012        | 2021        |

### Vallási megoszlás

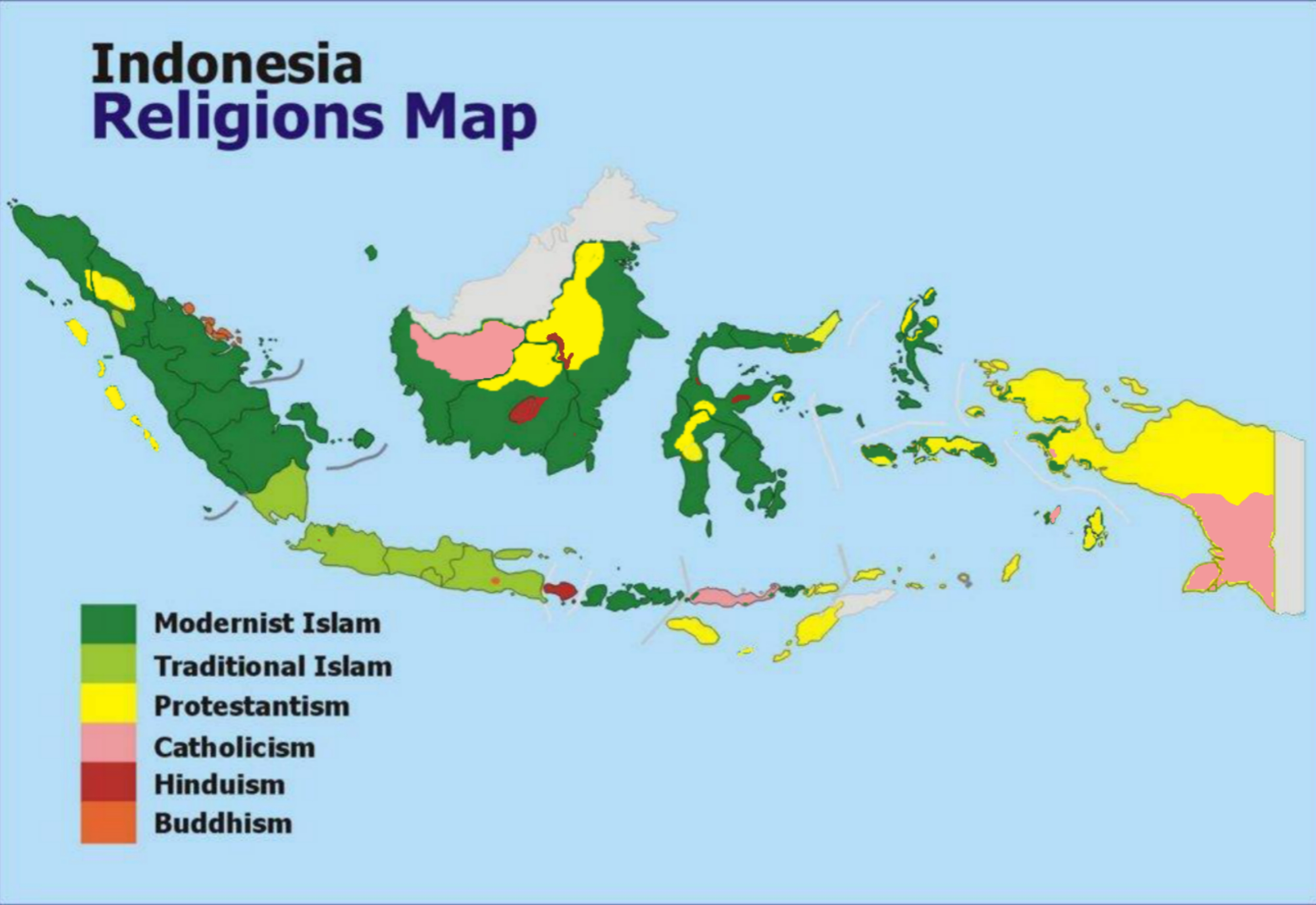
Indonézia vallási megoszlása. A lakosság többségének vallása:
sötét- és világoszöld: iszlám
citromsárga: protestáns
rózsaszín: katolikus
vörös: hindu
narancs: buddhista

Az indonéz kormány hét vallást ismer el hivatalosan: iszlám, protestáns keresztény, katolikus keresztény, buddhista, konfucionista, hinduizmus, bahái hit. Az elismert vallási irányzatok mellett összesen 245 el nem ismert vallási csoport van az országban. Az ateizmus, istenkáromlás és az agnoszticizmus minden formája törvénytelennek számít.
Indonézia fő vallása az iszlám; a 2000. évi népszámlálás adatai szerint a lakosság 88%-a iszlám hitűnek vallotta magát, ezzel az ország a világon a legnagyobb muszlim lakossággal rendelkező ország volt. Mielőtt a kereszténység, valamint az iszlám elérkezett a maláj szigetvilágba, a térségben az indiai vallási filozófiák voltak mértékadó helyzetben, a hinduizmus és a buddhizmus tanai uralták az indonéz népességet. Az iszlám vallást egykor elsősorban Jáván és Szumátrán gyakorolták, de az 1980-as években folytatott, úgynevezett „transzmigrációs program” (lásd alább) eredményeként a Balin, Borneón, Celebeszen, a Molukka-szigeteken és Pápuán élő muzulmánok száma jelentősen megnövekedett. A lakosság többi részében körülbelül 8%-kal részesednek a keresztény vallású emberek (akiknek háromnegyede protestáns, a maradék pedig katolikus hitű), 3% hindu, míg a buddhisták körülbelül 1%-ot érnek el. Az országban elhanyagolható létszámú zsidó vallású közösség is él.
Az indonéz hitvilág egyébként túl komplex ahhoz, hogy bármelyik nagy világvallásnak teljes egészében megfeleljen. Különösen Jáva szigetén nagyszámú muszlim él, akik egy nem ortodox, a hinduizmussal valamelyest keveredett iszlám, az abangan  tanait követi.
Az egész szigetvilág népi hiedelmeit, tradícióit jelentősen befolyásolják a hindu hagyományok és gondolatok. A 2. és 4. században ugyanis jellemzően indiai hatás érvényesült, ekkor vert gyökeret a hinduizmus és buddhizmus, különösen Celebesz, Jáva és Szumátra szigetén. Ezeken a területen a 6. században létrejött királyságok vallási központokat építettek ki Kutai, Srivijaya, Majapahit és Sailendra térségében. A buddhista királyságok által épített legnagyobb ilyen jellegű emlékmű Borobudur temploma.
Indonéziában az alkotmány szerint vallásszabadság van, de vallásnak lennie kell: minden állampolgár köteles megjelölni az állam felé, hogy milyen vallású. Így azután létezik az országban egy csendes tömeg, aki ugyan „hivatalosan” muszlim vallású, de nem követi a vallás előírásait, valójában teljesen világi életet él.

### Etnikai, nyelvi megoszlás

Indonézia etnikumainak térképe

Indonézia népességét nagyjából két fő csoportra lehet osztani. Az ország nyugati felét ázsiai, elsősorban maláj népek népesítik be, míg az ország keleti felén inkább csendes-óceáni népek, Új-Guinea szigetén pedig pápuák élnek, akiknek elődei a melanéziai szigetvilágból származnak. Tekintettel azonban arra a tényre, hogy Indonézia Európa vagy Amerika méretű területen fekszik, valamint, hogy az ország több ezer szigetből áll, amelyek gyakran saját evolúciós utat jártak be, ennél jóval több alcsoportot is meg lehet állapítani. A legtöbb indonéz saját etnikai csoportjához tartozónak vallja magát, amelyet általában nyelve és származási helye határoz meg, például a jávai, szundanéz, balinéz vagy batak. Gyakran egy szigeten belül is több népcsoport található, például Borneón a dayakok és a punanok, akiknek életmódjukon kívül a bőrszínük is eltér egymástól.
Az indonéz emberek elsősorban általában saját helyi nyelvüket használják (bahasa daerah), de az ország hivatalos nyelvét, az indonézt (Bahasa Indonesia vagy egyszerűen Bahasa, jelentése nyelv) minden iskolában tanítják, és gyakorlatilag minden indonéz lakos beszéli. Egykoron ez a nyelv az egész délkelet-ázsiai térségben „lingua franca” volt, beleértve a mai Malajziát is, így a hollandok is elfogadták a gyarmat hivatalos nyelvének, majd a függetlenség kikiáltása után az ország hivatalos nyelvévé vált.
Etnikai feszültségek is vannak, elsősorban az indonéz kínaiak és a Pribumi, helyi születésű emberek között, az 1997-es és 1998-as jakartai tüntetések pontosan előhozták ezt a problémát. Az ilyen etnikai feszültségeket általában a helyi kínaiaknak az indonéz lakosokkal szembeni relatív gazdagsága gerjeszti, ez természetesen kínai-ellenes érzelmeket kelt. Az üzleti élet hatalmi és befolyásos pozícióit folyamatosan kínai indonézek töltik be. Az indonéz kormány folyamatosan dolgozik az ilyen anomáliák felszámolásán, de a széles körű korrupció és az átlagos indonéz állampolgár által érzett elégedetlenség miatt ez az etnikai feszültség csak lassan enyhül. A Suharto elnök időszakát jellemző korrupció, a színfalak mögötti egyezségek és a nepotizmus egyértelmű magyarázatot adnak Indonézia nemzetiségi ellentéteire. A lakosság döntő többsége indonéz, vagyis különböző, egymástól is igen eltérő maláj csoportok tagja.
Több mint 300 nyelvet beszélnek, a hivatalos nyelv a bahasza indonéz, egy mesterségesen kialakított közvetítő nyelv.
Az uralkodó népcsoport a jávai, bahasza nyelven javanéz, Jáva szigetének lakói. A következő etnikai csoport a szunda szigeteki (szundanéz), arányuk 15%. A maduraiak Madura szigetén kívül Jáván is élnek, arányuk 6%. Szumátra szigetén élnek a lebongók, arányuk 5,5%. Szintén itt élő népcsoport a minangkabu, arányuk 4%. A dajakok, az úgynevezett ómalájok közé tartoznak, bőrszínük világosabb, törzsi körülmények között élnek, alacsonyabb fokon, mint a később bevándorolt többi csoport, az újmalájok, arányuk 3%. Celebesz szigetének lakói a bugik, más néven menadonézek, 2,5%-os arányt érnek el. A batakok Szumátra lakói, arányuk 2%. A többségi muzulmán lakosságtól eltérő sajátos hindu kultúrát őriznek a balinézek, Bali szigetének lakói, arányuk 2%. Az acseh csoport Szumátrán él, arányuk 1,5%. A Malukku-szigetek lakói, az amboinézek vagy makasszárok aránya 1%. Ezenkívül is sokféle indonéz csoport van még, az ő arányuk 7,5%. Az indonézeken kívül kisebb arányban, más etnikai csoportok is élnek itt. Legnagyobb számban kínaiak, arányuk 2,5%. Arabok és dél-ázsiai bevándorlók, indiaiak, pakisztániak a fehérekkel (európaiakkal) együtt 1%-nyian vannak. Ezenkívül élnek itt melanéz (pápua) őslakók, mióta Indonézia elfoglalta hazájuk, Nyugat-Új-Guinea (Pápua) szigetének nyugati felét. Arányuk csak 0,55%, azonban a sziget lakosságának 60%-át ők teszik ki.

### Transzmigrációs program
Transzmigrációs program volt a neve Suharto elnök „népességelosztó” programjának, amelynek során a túlnépesedett Jáva és Bali szigeteiről a lakosságot a jóval ritkábban lakott területekre, Szumátrára, Borneóra, Celebeszre költöztették át. A költözködés természetesen önkéntes alapon ment, a kormány jelentős anyagi ösztönzést biztosított a vállalkozó kedvű indonézeknek. Hatalmas földterületet kaptak ingyen az államtól, ingyenes egészségügyi ellátást és hosszú évekre mentesítették az ilyen embereket-családokat az adóterhek alól. A program során összesen kb. 2,5 millió ember települt át a felsorolt területekre, ami Indonézia lakosságához képest elhanyagolható. Összehasonlításul: a kb. másfél Magyarország területű Jáva sziget lakossága kb. 130 millió fő.

## Gazdaság

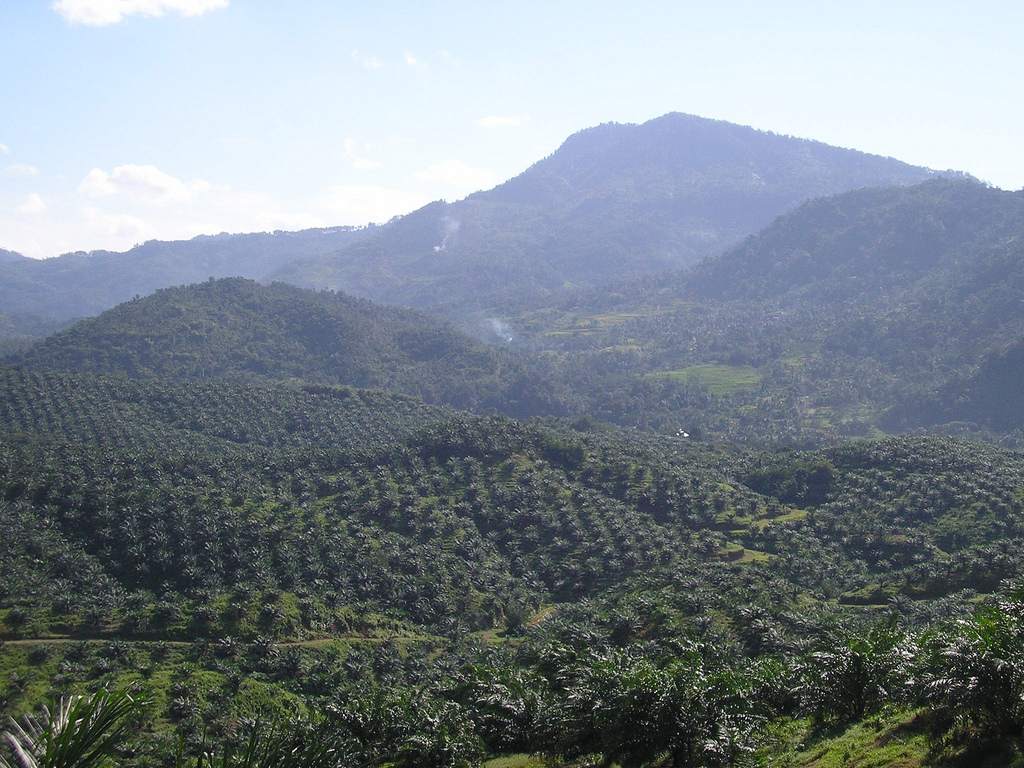
Olajpálma-ültetvény, Bogor, Jáva

Indonézia Délkelet-Ázsia legnagyobb gazdasága. 2012 óta azonban lassult a gazdasági növekedése, elsősorban a nyersanyagexport boom megszűnése miatt. A szegénység és a munkanélküliség, a nem kielégítő infrastruktúra, a korrupció, a bonyolult szabályozási környezet és az erőforrások régiói közötti egyenlőtlen elosztása továbbra is probléma a gazdasági helyzetének.

### Általános adatok
Indonézia jegybankja a Bank Indonesia.
A GDP összetétele 2014-ben: Mezőgazdaság: 14,2%, ipar: 45,5%, szolgáltatások: 40,3%.
A munkaerő 39%-a dolgozik a mezőgazdaságban, 13% az iparban,  48%-a a szolgáltatásokban (2012). 
Szegénységi küszöb alatt él a lakosság 11%-a. (2014)

### Gazdasági ágazatok

#### Mezőgazdaság
Az országban kiterjedt kaucsuk-, olajpálma-, cukornád-, kávé, tea-, dohány és fűszerültetvények vannak. A fő táplálék a rizs, hazai piacra termesztenek még kukoricát, kasszavát, édesburgonyát, szójababot. Bőséggel teremnek a trópusi gyümölcsök (banán, ananász, papaja, mangó). További jelentős nyersanyagforrások: baromfi, marha, fa, garnélarák, hal és tengeri állatok.
Fűszereket (mint például szerecsendió, szegfűszeg, bors) elsősorban a külső, keleti szigeteken termesztenek. A Malukku-szigetek nyerte el a Fűszer-szigetek címet ezek termesztésére, kereskedelmére.
Indonézia a világ negyedik legnagyobb kávétermelő országa. Az országban összesen mintegy 1,3 millió hektáron folyik a kávétermelés. Kétféle kávét készítenek, az egyik a drágább és minőségibb, de alacsonyabb koffeintartalmú és érzékenyebb arabica, a másik az olcsóbb, több koffeint tartalmazó és szívósabb, de alacsony minőségű, leginkább adalékkávénak használatos robusta.

#### Ipar, bányászat
Az országban jelentős a kőolaj kitermelése és feldolgozása. Indonézia igen jelentős tartalékokkal rendelkezik olyan ipari nyersanyagokból, mint a kőolaj, földgáz, ón, réz és arany. Borneón és Szumátrán találtak hatalmas földgázlelőhelyeket. Indonézia a világ egyik legnagyobb cseppfolyósföldgáz-exportőre. A Riau-szigeteken régóta bányásznak ónt, s óntartalékai ma is a legnagyobbak a világon. Celebeszen és a Malukku-szigeteken nikkel, Szumátrán és Pápuán réz, a Riau-szigeteken bauxit, Borneón szén található.
Fontosabb iparágak még (2014-ben): textilipar, autóipar, elektromos berendezések gyártása, ruházat, lábbeli, cementipar, orvosi műszerek és berendezések gyártása, kézművesipar, műtrágyagyártás, rétegelt lemez, gumigyártás, feldolgozott élelmiszerek, ékszerek készítése.

#### Külkereskedelem
- Főbb exporttermékek:[14] pálmaolaj, kőolaj és földgáz, szén, fémércek, elektromos berendezések, rétegelt lemez, textil- és gumiáru
- Főbb importtermékek: gépek és berendezések, elektronikai készülékek, vegyi anyagok, üzemanyag, élelmiszerek
- Főbb kereskedelmi partnerek 2019-ben:[14]
  - Export:  Kína 15%, Egyesült Államok 10%, Japán 9%, Szingapúr 8%, India 7%, Malajzia 5%
  - Import:  Kína 27%, Szingapúr 12%, Japán 8%, Thaiföld 5%, Egyesült Államok 5%, Dél-Korea 5%, Malajzia 5%

#### Az országra jellemző egyéb ágazatok
- Turizmus

## Közlekedés

Jáva közút és vasút hálózata

### Légi közlekedés

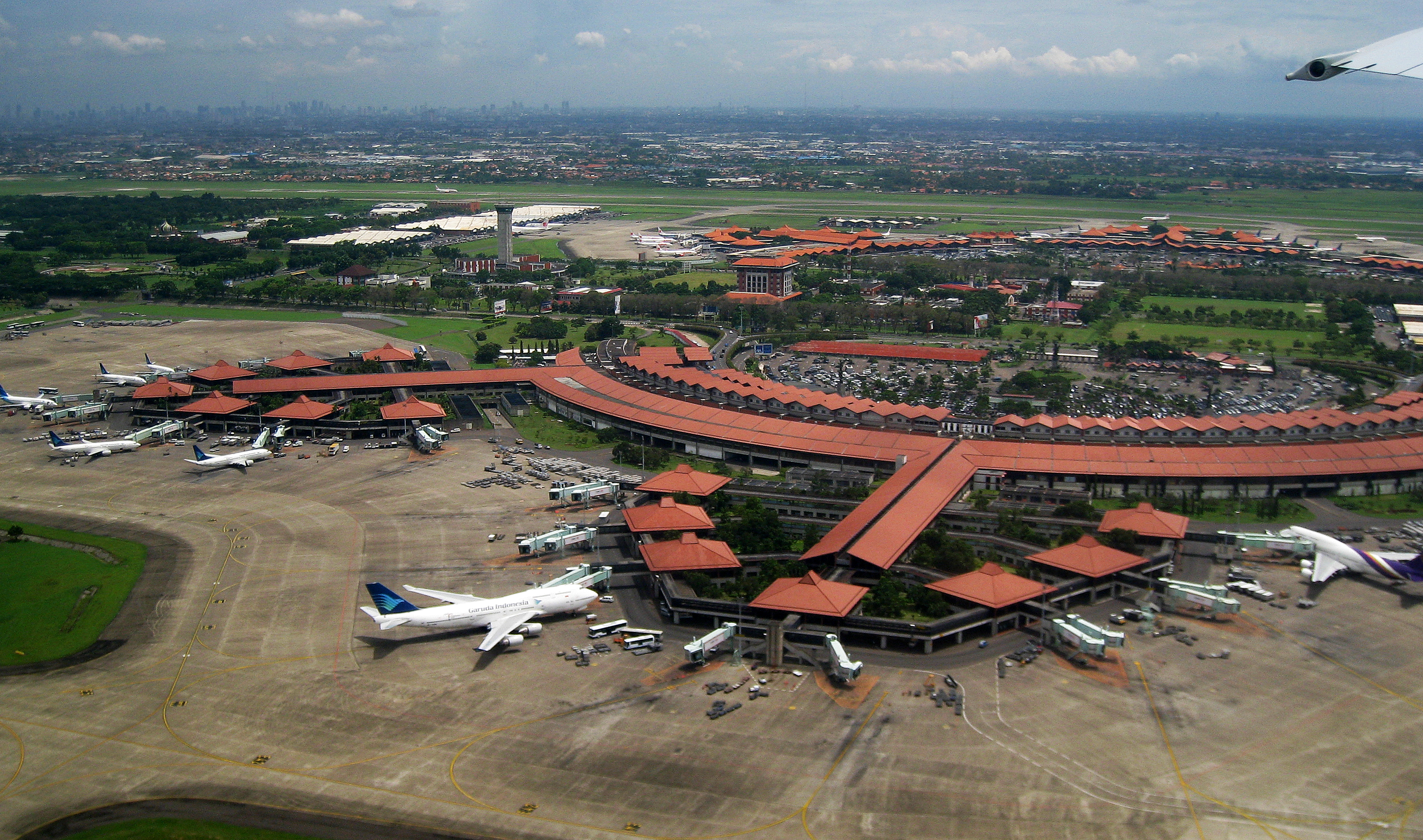
A Soekarno–Hatta repülőtér DK-Ázsia egyik legforgalmasabb reptere

2013-ban Indonéziában 673 repülőtér található, ezek közül 186 burkolt kifutópályával rendelkezik, 487 pedig aszfalt nélküli futópályával.
Főbb repülőterek:
- Soekarno–Hatta nemzetközi repülőtér (Jakarta)
- Ngurah Rai nemzetközi repülőtér (Bali)
- Juanda nemzetközi repülőtér (Surabaya)
- Kualanamu nemzetközi repülőtér (Medan)

### Vízi
A nagyobb szigeteknek legalább egy jelentős kikötővárosa van.
A főbb kikötők között szerepel Bitung (Sulawesi), Cilacap (Jáva), Cirebon (Jáva), Jakarta, Kupang (Nyugat-Timor), Palembang, Semarang, Surabaya és Makassar.
Nemzetközi kompjáratok is járnak a Melakka-szoroson át Szumátra és Malajzia, továbbá Szingapúr és a közeli indonéz szigetek, például Batam között.

## Telekommunikáció
| Hívójel prefix | JZ, PK-PO, YB-YH, 7A-7I, 8A-8I |
| ITU zóna       | 54, 51                         |
| CQ zóna        | 28                             |

## Kultúra
Az ország kultúráját a nagy fokú etnikai és kulturális sokszínűség jellemzi. A buddhizmus, a hinduizmus, a konfucianizmus, az iszlám, a gyarmatosító keresztény európai hatalmak, a bennszülött törzsi pogányság különböző formái – mind erősen befolyásolta a mai indonéz kultúra létrejöttét. Az eredmény egy komplex kulturális keverék lett, amely sokszor nagyon eltér az eredeti őshonos kultúrától. Az ország hivatalos jelszava: Bhin-neka tunggal ika (Egység a sokféleségben). A belső szigeteken négy fő kulturális csoport létezik: szunda (Nyugat-Jáván), a jávai (Közép- és Kelet-Jáván), a madura (egy kelet-jávai szigeten Surabaya mellett) és a balinéz (Bali szigetén). A külső szigeteken több száz etnolingvisztikai-kulturális csoport található.
Indonézia művészetét az évszázadok során számos kultúra befolyásolta. A híres jávai és bali táncok (Kecak, Pendet stb.) például a hindu kultúra és mitológia vonásait hordozzák magukon.
Szintén jól ismert művészeti ág a jávai és bali Wayang árnyjáték színház, ahol mitológiai történeteket mutatnak be a művészek.
A batik és az ikat ruházati darabok készítése számos szigeten jelentős művészeti színvonalat ért el.
A Silat egy speciális, a szigetvilágból eredő tánc- és harcművészeti forma.

### Kulturális világörökség
- Borobudur
- Prambanani templomegyüttes
- Sangiran
- Bali tartomány kultúrtája

### Művészetek

#### Zene
A klasszikus indonéz zenekar a gamelán, amely általában 8-12 hangszerből áll, de a nagy udvari zenekarok akár 80 hangszert is megszólaltatnak egyszerre. A hangszerek főleg ütősök: gongok, dobok, fémxilofonok és faxilofon.

#### Tánc
Hagyományos táncstílusok:
- Jáva: Bedhaya, Kuda Lumping, Reog
- Jáva (Szunda): Jaipong (a legismertebb szundanéz tánc), Reog, Topeng
- Jakarta: Yapong
- Bali: Kecak (kecsak), Barong, Pendet, Legong stb.

- Malukku-szigetek: Cakalele
- Szumátra, Aceh: Saman, Seudati.
- Szumátra (Melayu): Serampang Duabelas, Joget Lambak, Zapin, Tanggai
- Szumátra (Minangkabau): Piring, Payung, Indang, Randai, Tari Lilin
- Szumátra (Toba-tó környéke, batak): Tortor
- Celebesz: Tari Pakkarena, Tarian Anging Mamiri, Tari Padduppa, Tari 4 Etnis

A közép-jávai Yogyakarta és Solo (Surakarta) ad otthont a legjobb táncművészeti akadémiáknak. Innen kerülnek ki a látványos Rámájana-balett és a Mahábhárata történetének legtehetségesebb előadói.

#### Színház
Az ország legkedveltebb színházi műfaja a Jáván és Balin őshonos wayang báb- és árnyjáték. A wayang (ejtsd: vajang) szó jelentése árnyék vagy szellem, amely a darabban megjelenő bábu árnyékára utal. A báb alakja sokféle lehet, de tágabb értelemben így nevezik azokat a dramatikus játékokat is, amelyek élő szereplői az árnyjátékok repertoárjából kerülnek ki.
A wayang kulit jeleneteket mutat be a nagy hindu eposzokból, a Rámájanából és a Mahábháratából. A lapos bábukat pálcára erősített szárított bőrből készítik és a bábuk karjainak mozgatásához további pálcákat használnak. Az alakokat hátulról megvilágítva vászonra is vetítik, árnyjátékként. A figurák különféle karaktereket személyesítenek meg a kifinomulttól a kegyetlenig. Az isteneket és embereket ábrázoló bábokon kívül mindenféle állatot – köztük elefántot, tigrist és lovat – ábrázoló figurákat is használnak.

### Nemzeti szimbólumok

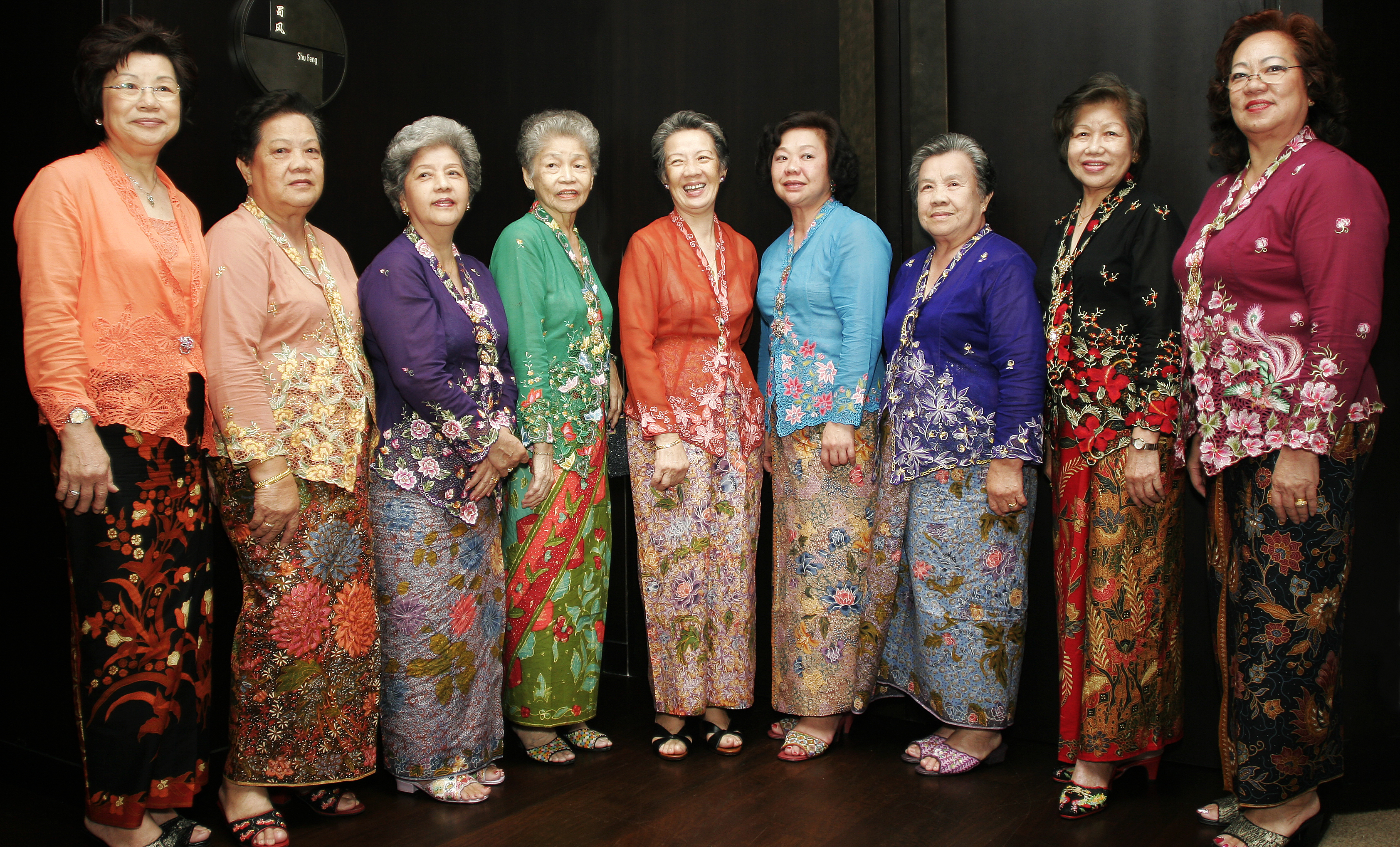
Asszonyok kebaya kosztümben

#### Hivatalos szimbólumok
- Nemzeti virágok: Jasminum sambac (jázmin (növénynemzetség)), Phalaenopsis amabilis és a Rafflesia arnoldii (a világ legnagyobb virágja)
- Nemzeti állatok: Komodói varánusz, Nisaetus bartelsi (sasféle madár), Scleropages formosus ("ázsiai csontnyelvű hal")

#### Nem hivatalos szimbólum
- Nemzeti (országos szintű) kosztümök: batik, kebaya, szongket, peci (szongkok)

### Gasztronómia
Az ételek alapja a főtt rizs. Általános kép, hogy a szumátrai (padangi) ételek nagyon csípősek, a jávai ételek pedig csípősek és édeskések. A tészta- és rizsalapú ételek többségének eredete a kínai konyhában keresendő. Ilyenek a leggyakrabban fogyasztott mie goreng (sült tészta), nasi goreng (sült rizs), lumpia (zöldséges tavaszi tekercs) és a bakso (tésztás húsgombóc leves), amit a kétkerekű mozgó konyhák, a warungok mellett fogyasztanak az indonézek.
Jellegzetes jávai ételek az édes-erős paradicsommártással, rizzsel és zöldséggel felszolgált törpeharcsa (pecel lele), a szaté nevű pálcikás rostonsült, az édes-csípős mogyorószósszal nyakon öntött párolt zöldségek (gado-gado) vagy a kókusztejjel készült csirkeleves, a soto opor ayam. Celebeszen a mustárban pácolt bivalyhúst próbálhatják ki az ínyencek, Balin pedig a füstölt kacsa és a babi guling lehet a gourmandok kedvence. Ez utóbbi egy nyárson sült malac, amit fűszerek és rizs keverékével töltenek meg.
A szigetlakók általában teával és híg (leforrázott) kávéval oltják a szomjukat, de a nyugati üdítők is minden mennyiségben megtalálhatók. A tuak nevű bort egy pálma törzsének megcsapolásával és napon  történő erjesztésével készítik. Mivel muzulmán országról van szó, Indonéziában kevés helyen találni égetett szeszt. Balin arak néven lehet rizspálinkát kapni, de néha ezen a néven árulják a rizsbort is.

## Sport

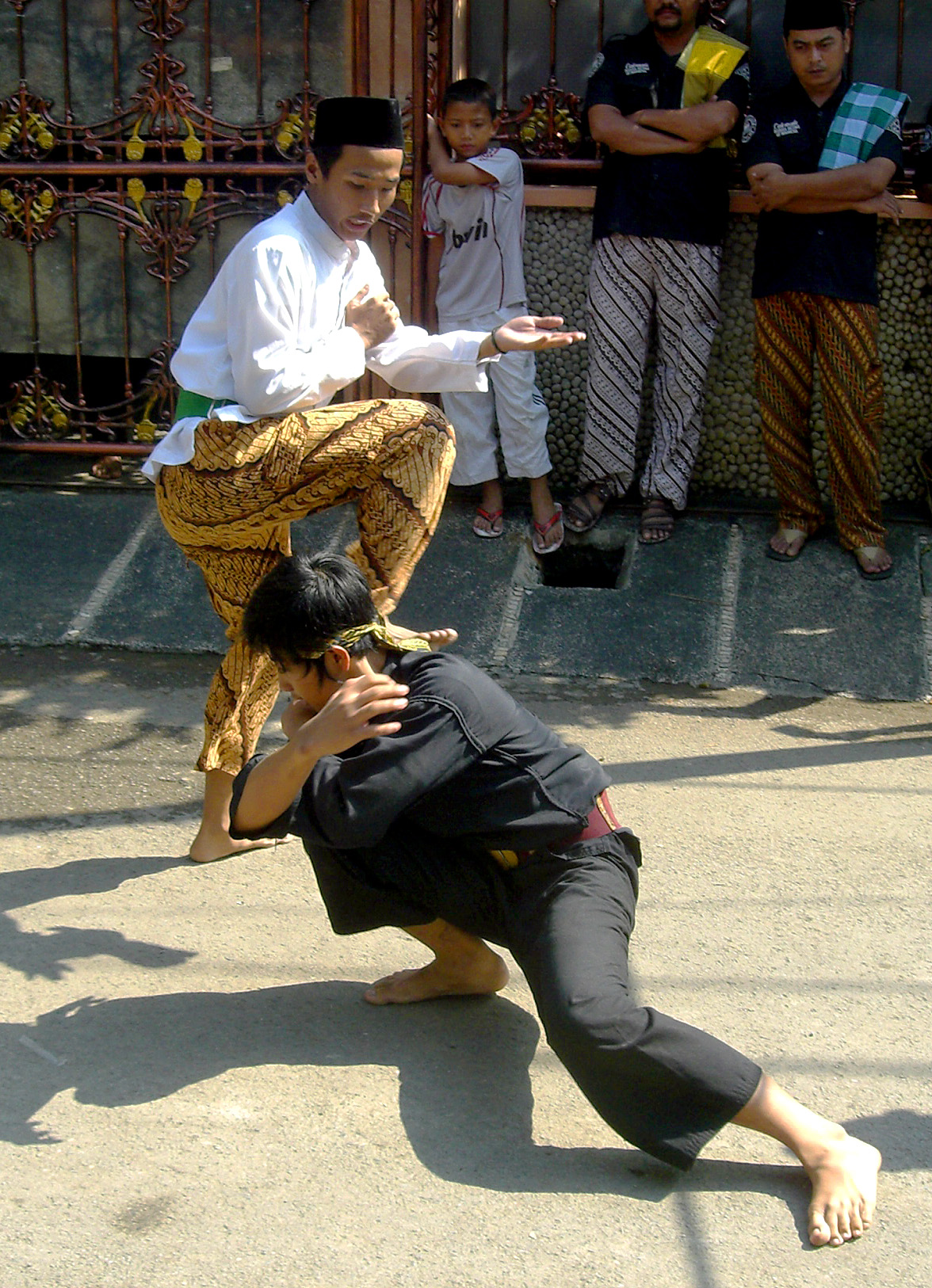
A Silat harcművészet és egyben táncstílus

- Tollaslabda
- Sepak takraw
- Silat
- Rögbi
- Lovaspóló
- Ökölvívás
- Kosárlabda

### Olimpia
Az országnak eddig hat aranyérme van a játékokról. A legeredményesebb sportág a tollaslabda.
- Bővebben: Indonézia az olimpiai játékokon

### Labdarúgás
- Bővebben: Indonéz labdarúgó-válogatott

## Turizmus

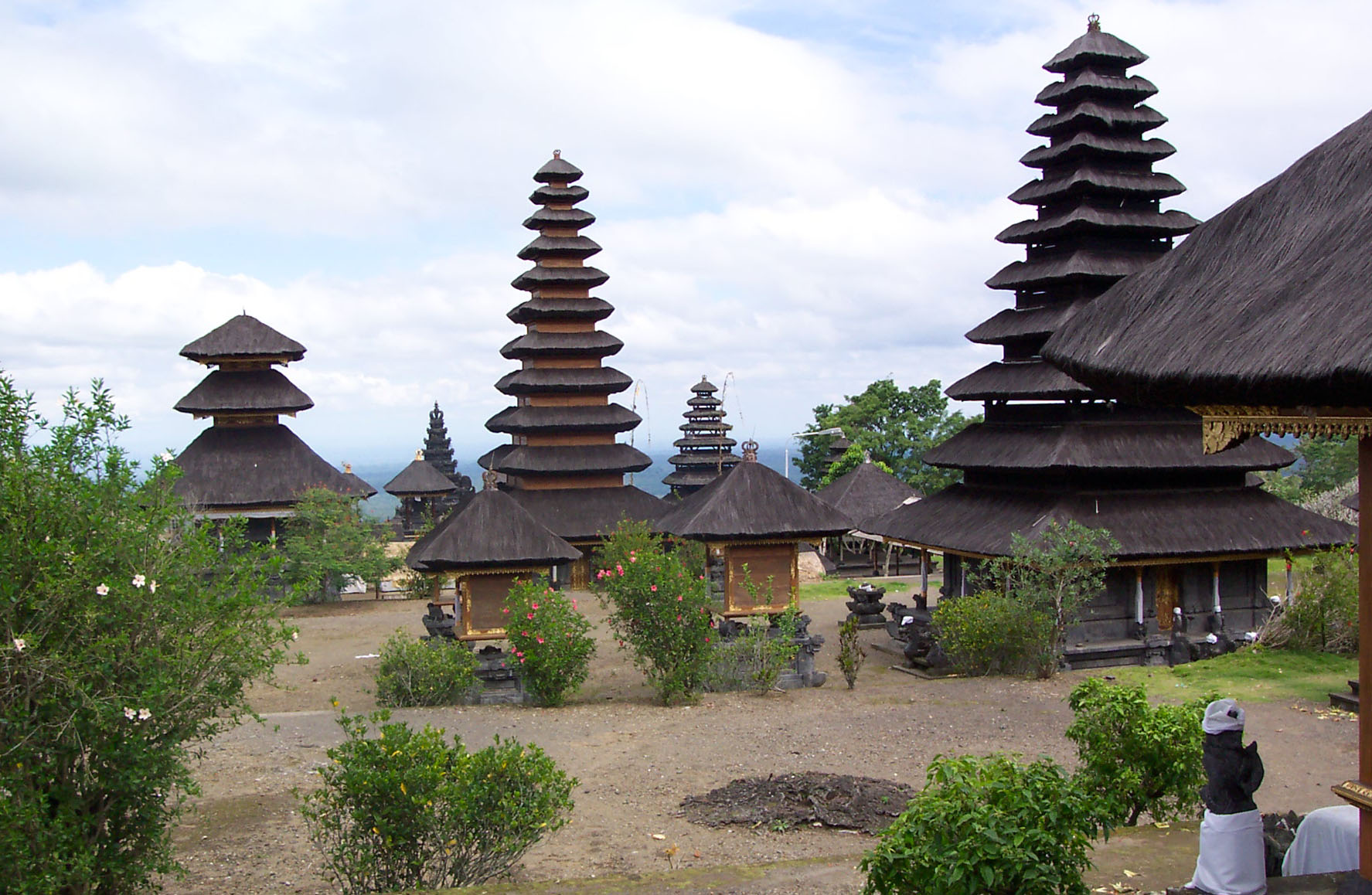
Bali jellegzetes hindu templomtornyai, Pura

### Főbb látnivalók
- Bali: A turisták legkedveltebb indonéz célpontja.
- Lombok: Rinjani-vulkán, tengerpart
- Flores: Kelimutu (tűzhányó krátertavakkal)
- Komodo: Komodo Nemzeti Park (Komodói varánusz)
- Jáva: Borobudur, Yogyakarta, Prambanani templomegyüttes, Bandungan, a Bromo-hegy, Bogor botanikus kertje stb.
- Rakata: Krakatau-vulkán
- Panaitan: Ujong Kulon Nemzeti Park
- Szumátra: Toba-tó és a Samosir-sziget, Bukit Lawang Orangutánrehabilitációs Központ, Bukittinggi stb.
- Celebesz: Manado-öböl (a világ legjobb merülőhelyeinek egyike), tengerpart
- Sumba: Hagyományos falvak, tengerpart

### Oltások
Javasolt oltások Indonéziába utazóknak:
- Hastífusz
- Hepatitis A (magas a fertőzésveszély)
- Hepatitis B (magas a fertőzésveszély)
- Kolera
- Járványos gyermekbénulás
- Veszettség

Malária ellen gyógyszer van (nagy a fertőzés kockázata).
Kötelező oltás, ha fertőzött országból érkezik/országon át utazik valaki:
- Sárgaláz

## Ünnepek
Az ünnepek időpontjai 2021-ben:
| Időpont 2021-ben (gregorián naptár) | Időpont (vallási naptár) | Magyar név                 | Helyi név                         | Megjegyzés                                                      |
| ----------------------------------- | ------------------------ | -------------------------- | --------------------------------- | --------------------------------------------------------------- |
| Január 1.                           |                          | Újév                       | Tahun Baru Masehi                 |                                                                 |
| Február 12.                         |                          | Kínai újév                 | Tahun Baru Imlek                  | A kínai naptár 1. napja. A dátum évenként változik.             |
| Március 11.                         | Rajab 27                 | A Próféta felemelkedése    | Isra Mi'raj Nabi Muhammad         | Iszlám ünnep. A dátum változó.                                  |
| Március 14.                         | Kasa 1 Pawukon 40        | A Bali holdnaptár újéve    | Hari Raya Nyepi (Tahun Baru Saka) | A dátum változó.                                                |
| Április 2.                          |                          | Nagypéntek                 | Wafat Yesus Kristus (Jumat Agung) | A dátum évenként változik                                       |
| Május 1.                            |                          | A munka ünnepe             | Hari Buruh                        |                                                                 |
| Május 13.                           |                          | Krisztus mennybemenetele   | Kenaikan Yesus Kristus            | Keresztény ünnep. A dátum változó.                              |
| Május 13 – 14                       | Shawwal 1-2              | A böjt megtörésének ünnepe | Idul Fitri (Lebaran Mudik)        | A dátum évenként változó                                        |
| Május 26.                           |                          | Vészák                     | Vesak                             | Buddha születésnapja. A dátum évenként változó                  |
| Június 1.                           |                          | A Pancasila születésnapja  | Hari Lahir Pancasila              |                                                                 |
| Július 20.                          | Dhu al-Hijjah 10         | Áldozati ünnep             | Idul Adha (Lebaran Haji)          | A dátum évenként változó                                        |
| Augusztus 10.                       | Muharram 1               | Iszlám újév                | Tahun Baru Islam 1438 Hijriah     | Az iszlám naptár Muharram hónapjának 1. napja. A dátum változó. |
| Augusztus 17.                       |                          | A Függetlenség napja       | Hari Proklamasi Kemerdekaan R.I.  |                                                                 |
| Október 19.                         | Rabi' al-awwal 12        | A Próféta születésnapja    | Maulid Nabi Muhammad              | A dátum évenként változó.                                       |
| December 25.                        |                          | Karácsony                  | Hari Natal                        |                                                                 |